# Devotie in het boeddhisme
Hier wordt een opsomming gegeven van pagina's over devotionele praktijken in het boeddhisme. Gesteld kan worden dat devotionele praktijken het sterkst benadrukt worden in het Vajrayana. Het Mahayana en het Theravada hechten echter ook een sterk belang aan devotie. De devotionele praktijken van het Theravada hebben vaak een nuchter en praktisch karakter.
Deze devotionele praktijken vormen vaak ook het culturele aspect van het boeddhisme. De rituelen in het boeddhisme hangen sterk samen met de devotionele praktijken.

## Onderwerpen

### Sommige tradities
- Het verzoeken en ondernemen van de Vijf Voorschriften voor leken.
- Het leven leiden als een bhikkhu of bhikkhuni kan ook als devotie beschouwd worden.
- Het ondersteunen van een klooster of een individuele monnik door het maken van giften van bijvoorbeeld voedsel (zie ook: pindabat), kleding, medicijnen of een verblijfplaats.
- Het ondernemen van een bedevaart (zie bedevaart in het boeddhisme).
- De drie belangrijkste gedenkdagen in het boeddhisme zijn:
  - Asalha Puja
  - Vesakha Puja
  - Magha Puja

### Theravada
- de Kathina-ceremonie
- de Uposatha
- het begin en einde van de vassa